# جاسم یعقوب
جاسم یعقوب (انگلیسی: Jasem Yaqoub) (زاده ۲۵ اکتبر ۱۹۵۳) بازیکن سابق فوتبال اهل کویت است.
وی از سال ۱۹۷۲ تا ۱۹۸۲ در تیم ملی فوتبال کویت بازی انجام داده است و عضو این تیم در جام جهانی فوتبال ۱۹۸۲ بوده است.